# 국방지형정보단
국방지형정보단(國防地形情報團)은 2018년까지 대전광역시 유성구 자운대에 있었던 대한민국 국군의 지형정보부대였다.

## 역사
국방지형정보단은 대한민국 육군의 육군지도창으로 창설되었다. 이후 부대명칭이 육군지형정보단으로 변경되고 2011년 7월 1일에 국방지형정보단로 개편되었다.
2011년 7월 1일, 대한민국 육군에서 만든 지도에 의존하여 지형정보를 제공받았던 다른 군종을 위해, 국방부는 합동성을 강화하고 모든 군종에 맞는 지형정보를 위하여 육군지형정보단에 해군과 공군, 해병대 인력을 모아 총 156명에 1실 3처 11개과로 편성된 국직부대로 재조직하였다.
2017년 6월 18일, 대한민국 국방부는 조선인민군 지휘부와 미사일 시설에 대한 타격과 2020년 초반까지 구축될 킬 체인을 위해, 국군정보사령부 예하 영상정보단과 국방지형정보단을 통합하여 국군지리공간정보사령부를 창설할 계획을 세웠다고 발표하였다.
국군지리공간정보사령부의 창설 계획이 취소되고 2018년에 국방지형정보단은 상급부대인 국방정보본부로 흡수되었다.

## 기록

### 소속
- 육군본부, 1949년
- 국방정보본부, 2011년 7월 1일

### 계보
- 1949년, 육군지도창
- (불명), 육군지형정보단
- 2011년 7월 1일, 국방지형정보단

## 참고
1. ↑  노재현 (2008년 10월 3일). “"軍 항공지도, 동해를 일본해로 표기"”. 《연합뉴스》 (네이버). 2022년 7월 13일에 확인함.
2. ↑  “국방지형정보단 창설”. 대한민국 정책브리핑. 2011년 6월 30일. 2020년 11월 13일에 확인함.
3. ↑  양영석 (2011년 7월 1일). “대전 자운대서 국방지형정보단 창설”. 《연합뉴스》. 2020년 11월 13일에 확인함.
4. ↑  이철재 (2017년 6월 18일). “북한 지리 정보 다루는 지리공간정보사령부 연내 창설”. 《중앙일보》. 2020년 11월 13일에 확인함.
5. ↑  김재홍 (2017년 6월 18일). “[단독] '北 지형 한눈에' 軍 지리공간정보사령부 창설”. 《MBC 뉴스》. 2020년 11월 13일에 확인함.
6. ↑  전경웅 (2020년 11월 20일). “군사기밀 해외 유출혐의 군무원…“관례대로 해오던 일” 항변”. 《뉴데일리》. 2022년 7월 13일에 확인함.